# Kostiukivka, Teplîk
Kostiukivka (în ucraineană Костюківка) este o comună în raionul Teplîk, regiunea Vinnița, Ucraina, formată numai din satul de reședință.

## Demografie
Componența lingvistică a satului Kostiukivka
     Ucraineană (99,59%)
     Alte limbi (0,41%)
Conform recensământului din 2001, majoritatea populației satului Kostiukivka era vorbitoare de ucraineană (99,59%), existând în minoritate și vorbitori de alte limbi.